# Afrocoelichneumon clavicornis
Afrocoelichneumon clavicornis là một loài tò vò trong họ Ichneumonidae.